# Aragats (Armavir)
Aragats (en armenio: Արագած) es una comunidad rural de Armenia ubicada en la provincia de Armavir.
En 2009 tenía 3239 habitantes. Hasta 1946 la localidad se denominaba "Khznauz".
La iglesia del pueblo data del año 1870. Cerca del pueblo hay una fortaleza urartiana.
Se ubica unos 10 km al noroeste de Echmiadzin, cerca del límite con la vecina provincia de Aragatsotn.

## Demografía
Evolución demográfica:.
| Año        | 1831 | 1873 | 1914 | 1922 | 1959 | 1970 | 1979 | 2001 | 2004 |
| Habitantes | 192  | 547  | 997  | 818  | 1448 | 1914 | 2038 | 3013 | 3300 |